# In the Wind
In the Wind è il terzo EP del gruppo musicale sudcoreano B1A4, pubblicato nel 2012.

## Tracce
1. In the Wind (Intro) – 1:00
2. Tried to Walk (걸어 본다; Georeo Bonda) – 3:36
3. If… (너만 있으면; Neoman Isseumyeon) – 3:22
4. I Won't Do Bad Things (나쁜 짓안 할게요; Nappeun Jisan Halgeyo) – 3:29
5. What Do You Want to Do (뭐 할래요; Mwo Hallaeyo) – 3:31
6. Be My Girl (Jinyoung solo - feat. JeA of Brown Eyed Girls) – 3:32
7. In the Air – 3:30
8. Tried to Walk (Instrumental) – 3:36